# Gospa (1994.)
Gospa, hrvatski dugometražni film iz 1994. godine.
Radnja opisuje događaje vezanim uz ukazanja u Međugorju 1981. godine i nastojanja tadašnjih jugoslavenskih vlasti da silom uguše katolička hodočašća u kojima su vidjeli manifestaciju hrvatskog nacionalizma, a pri čemu je zatvoren i mučen fra Jozo Zovko (koga tumači Martin Sheen). 
Unatoč poteškoćama snimanja tijekom velikosrpske agresije i usprkos relativno malom proračunu predstavljala je do tada najznačajniju međunarodnu filmsku koprodukciju u Hrvatskoj od stjecanja neovisnosti. Film se prikazivao i u američkim kinodvoranama.

## Vanjske poveznice
- Edward Guthmann, `Gospa' Sneaks Into Town on Wing, Prayer, sfgate.com, 1. ožujka 1996., ažurirano 3. veljače 2012. (engl.)
- Gospa (1995), imdb.com (engl.)